# وليام مانشستر
وليام مانشستر (بالإنجليزية: William Manchester)‏ (و. 1922 – 2004 م) هو مؤرخ، وكاتب عمومي، وبروفسور، وكاتب سيرة، وصحفي، وكاتب من الولايات المتحدة الأمريكية ولد في ماساتشوست.

## التعليم
تعلم في جامعة ماساتشوستس في أمهيرست.

## روابط خارجية
- وليام مانشستر على موقع IMDb (الإنجليزية)
- وليام مانشستر على موقع مونزينجر (الألمانية)
- وليام مانشستر على موقع إن إن دي بي (الإنجليزية)